# 多隆
多隆（法語：Dollon，法語發音：[dɔlɔ̃]）是法国萨尔特省的一个市镇，属于马梅尔斯区。

## 地理
多隆（48°2'20"N, 0°35'11"E）面积25.33 平方千米，位于法国卢瓦尔河地区大区萨尔特省，该省份为法国西北部内陆省份，北起顺时针与奥恩省、厄尔-卢瓦省、卢瓦-谢尔省、安德尔-卢瓦尔省、曼恩-卢瓦尔省和马耶讷省接壤，是法国大西部的入口，连接卢瓦尔河谷、布列塔尼和巴黎盆地。
与多隆接壤的市镇（或旧市镇、城区）包括：勒吕阿尔、迪埃河畔托里涅、库德勒雪、迪诺、拉瓦雷、圣米歇尔德沙韦涅。

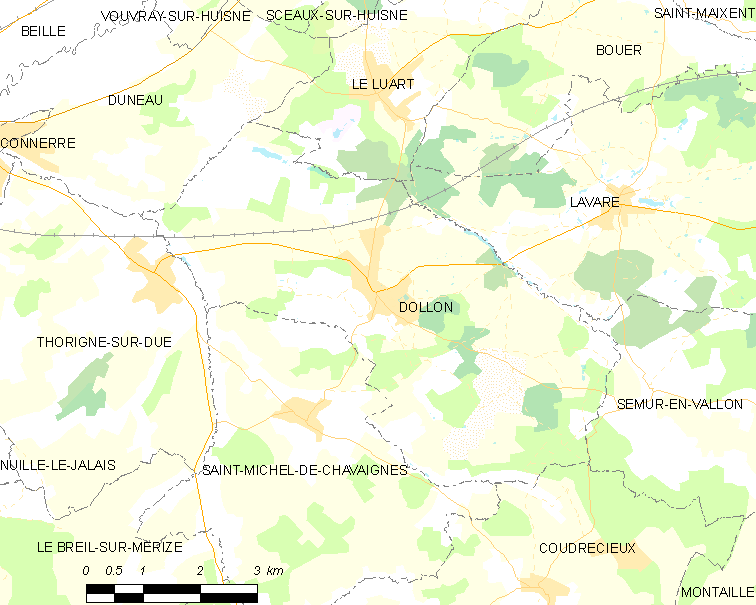
多隆的OSM定位图

多隆的时区为UTC+01:00、UTC+02:00（夏令时）。

## 行政
多隆的邮政编码为72390，INSEE市镇编码为72118。

## 政治
多隆所属的省级选区为圣卡莱县。

## 人口

1962-2008年间多隆人口变化图示

多隆于2022年1月1日时的人口数量为1433人。